# Ernst Stracke
Ernst Stracke (* 31. Januar 1894 in Emden; † 8. Oktober 1963 in Tübingen) war ein deutscher evangelischer Theologe und Kirchenhistoriker.
Stracke ging zuerst zur Kaiserlichen Marine und wurde Offizier im Ersten Weltkrieg. Dann studierte er Geschichte und Slawistik, wechselte aber zur evangelischen Theologie. Er promovierte bei Hans von Schubert und habilitierte sich 1924 in Heidelberg. Seine Schrift zeichnet die Entwicklung Martin Luthers zum Reformator nach. 1928 wurde er außerordentlicher Professor für Kirchengeschichte an der Evangelischen Theologischen Fakultät an der Eberhard Karls Universität Tübingen. Im März 1933 unterzeichnete er die Erklärung von 300 Hochschullehrern für Adolf Hitler. Wegen Schwierigkeiten in seiner Fakultät strebte er eine Professur für „Deutsche Frömmigkeit“ an und betrieb das Projekt einer „Germanisch-deutschen Glaubensgeschichte“. In der Philosophischen Fakultät wurde ein „Arisches Seminar“ unter dem Indologen Jakob Wilhelm Hauer installiert, von dem der zeitweilige Mitarbeiter Stracke sich aber ab 1943 wegen der unchristlichen Orientierung distanzierte. Er wurde am 7. Juli 1945 vom Dienst suspendiert. 1956 wurde er in den Ruhestand versetzt, 1961 emeritiert, 1952–1962 war er Lehrbeauftragter für die Geschichte der Ostkirchen.

## Schriften
- Luthers großes Selbstzeugnis 1545 über seine Entwicklung zum Reformator, historisch-kritisch betrachtet, SVRG, Leipzig 1926